# Serenay Sarıkaya
Serenay Sarıkaya (Ankara, 1 de julio de 1992) es una actriz y modelo turca.

## Biografía
Se involucró en el mundo del modelaje a temprana edad. De adolescente obtuvo el cuarto lugar en un concurso de belleza en Praga, República Checa. Posteriormente obtuvo un segundo lugar en un certamen de belleza en Turquía.
En 2010 se convirtió en la representante de Turquía para el certamen de Miss Universo. Finalmente renunció a la corona y fue reemplazada por Gizem Memiç, quien también representó a su país en Miss Mundo.
Entre 2013 y 2015, coprotagoniza Medcezir junto a Çağatay Ulusoy, con quien se mantuvo en pareja todo el año 2014. Por su personaje de Medcezir fue galardonada durante dos años consecutivos (2014 - 2015) con el importante premio de la televisión turca "Altın Kelebek (Golden Butterfly). También demostró su talento como cantante en la serie, grabando algunas canciones junto a Çağatay .
Ha sido rostro de importantes marcas de Turquía, el 2017 se convirtió en la primera actriz turca en firmar con la marca internacional Head & Shoulders. Además ha sido por años el rostro de Mavi, una reconocida marca turca de ropa.
En el 2017 participó en la primera serie digital turca transmitida en la plataforma PUHUTV FiÇIPI. Posteriormente, en 2019, hizo su debut teatral en Alice Müzikali, una adaptación de Alicia en el país de las maravillas de Lewis Carroll. El musical se estrenó en febrero de 2019 y finalizó en junio de 2023. 
En 2021 se convirtió en la primera actriz turca en firmar como embajadora de la reconocida y famosa marca de joyas Bvlgari.
En diciembre de 2022 se anunció su regreso a la televisión después de ocho años por fuera con la serie Aile junto a Kıvanç Tatlıtuğ y producida por AyYapim.

## Filmografía
| Cine | Cine                      | Cine      | Cine          |
| Año  | Título                    | Personaje | Nota          |
| ---- | ------------------------- | --------- | ------------- |
| 2006 | Şaşkın                    | Itır      |               |
| 2008 | Plajda                    | Aslı      |               |
| 2010 | Cómo entrenar a tu dragón | Astrid    | doblaje turco |
| 2011 | Hoşçakal                  | Sarah     |               |
| 2013 | Behzat Ç. Ankara Yanıyor  | Melisa    |               |
| 2016 | İkimizin Yerine           | Çiçek     |               |

| Televisión  | Televisión  | Televisión     | Televisión   |
| Año         | Título      | Personaje      | Nota         |
| ----------- | ----------- | -------------- | ------------ |
| 2008        | Peri Masalı | Talya          |              |
| 2008        | Limon Ağacı | Peri           | Protagonista |
| 2008 – 2010 | Adanalı     | Sofia          |              |
| 2010 – 2012 | Lale Devri  | Yeşim Taşkıran | Protagonista |
| 2013 - 2015 | Medcezir    | Mira Beylice   | Protagonista |
| 2023 - 2024 | Aile        | Devin Akin     | Protagonista |

| Series digitales | Series digitales           | Series digitales | Series digitales |
| Año              | Título                     | Personaje        | Nota             |
| ---------------- | -------------------------- | ---------------- | ---------------- |
| 2017 – 2018      | Fi                         | Duru Durulay     | Protagonista     |
| 2023             | Şahmaran                   | Şahsu Demir      | Protagonista     |
| 2024             | Kimler Geldi, Kimler Geçti | Leyla Taylan     | Protagonista     |
| 2024             | Şahmaran 2                 | Şahsu Demir      | Protagonista     |

| Teatro | Teatro         | Teatro    |
| Año    | Título         | Personaje |
| ------ | -------------- | --------- |
| 2019   | Alice Müzikali | Alice     |

## Premios
| Year | Award                                              | Category                                  | Work               | Result    |
| ---- | -------------------------------------------------- | ----------------------------------------- | ------------------ | --------- |
| 2010 | Miss Turkey                                        |                                           |                    | Runner-up |
| 2013 | Turkey Elle Style Awards                           | Best Hair Style                           | Medcezir           | Ganadora  |
| 2014 | magazinci.com Awards                               | Best Actress                              | Medcezir           | Ganadora  |
| 2014 | GQ Turkey Men of the Year Awards                   | Woman of the Year                         | Medcezir           | Ganadora  |
| 2014 | Istanbul Technical University Awards               | Best TV series Actress                    | Medcezir           | Ganadora  |
| 2014 | 5th Ayaklı Newspaper TV Stars Awards               | Best Actress in a Drama Series            | Medcezir           | Ganadora  |
| 2014 | Çanakkale 18 Mart University Awards                | Best Actress                              | Medcezir           | Ganadora  |
| 2014 | Karadeniz Technical University Awards              | Best Actress                              | Medcezir           | Ganadora  |
| 2014 | 4th İMK Social Media Awards                        | Best Actress                              | Medcezir           | Ganadora  |
| 2014 | 3rd Crystal Mouse Media Awards                     | Best Actress                              | Medcezir           | Ganadora  |
| 2014 | 41st Golden Butterfly Awards                       | Best Actress                              | Medcezir           | Ganadora  |
| 2015 | Istanbul Arel University 4th Media and Art Awards  | Most Admired TV series Actress            | Medcezir           | Ganadora  |
| 2015 | YTÜ Stars of the Year Awards                       | Most Admired TV series Actress            | Medcezir           | Ganadora  |
| 2015 | 5th Unimpeded Life Foundation Awards               | Best TV Actress of the Year               | Medcezir           | Ganadora  |
| 2015 | MGD 21. Gold Lens Awards                           | Best Drama Actress                        | Medcezir           | Ganadora  |
| 2015 | Turkey Youth Awards                                | Best Actress                              | Medcezir           | Ganadora  |
| 2015 | Ege University 4th Media Awards                    | Best Actress                              | Medcezir           | Ganadora  |
| 2015 | Kayahan Media and Arts Awards                      | Best Actress of the Year                  | Medcezir           | Ganadora  |
| 2015 | 6th Quality of Magazine Awards                     | Top Quality Actress                       | Medcezir           | Ganadora  |
| 2015 | 42nd Golden Butterfly Awards                       | Best Actress                              | Medcezir           | Ganadora  |
| 2017 | 24th İTÜ EMÖS Achievement Awards                   | Most Successful Movie Actress of the Year | İkimizin Yerine    | Ganadora  |
| 2017 | 12th İTÜ Makinistanbul Media, Art and Sport Awards | Movie Actress of the Year                 | İkimizin Yerine    | Ganadora  |
| 2017 | 4th Mersin Golden Palm Awards                      | Movie Actress of the Year                 | Medcezir           | Ganadora  |
| 2017 | 7th Life Foundation Awards                         | Best Actress of the Year                  | Fi                 | Ganadora  |
| 2017 | 6th Fashion TV Mode Awards                         | Most Successful Actress of the Year       | Fi                 | Ganadora  |
| 2017 | 6th Ayaklı Newspaper Awards                        | Best Actress                              | Fi                 | Ganadora  |
| 2017 | 44th Golden Butterfly Awards                       | Best Actress                              | Fi                 | Nominada  |
| 2017 | 44th Golden Butterfly Awards                       | Best Serie Digital                        | Fi                 | Ganadora  |
| 2018 | 16th YTÜ Stars of the Year Awards                  | Most Liked TV and Movie Actress           | Fi                 | Ganadora  |
| 2018 | Müzik Onair Ödülleri                               | Best Serie                                | Fi                 | Ganadora  |
| 2018 | 12th GSÜ The Bests Awards                          | Best TV/Cinema Actress                    | Fi                 | Ganadora  |
| 2019 | Elle Style Awards                                  | Best Theatre Performance                  | Alice Müzikali     | Ganadora  |
| 2019 | Altın Objektif Ödülleri                            | Best Theatre Performance                  | Alice Müzikali     | Ganadora  |
| 2019 | Afife Tiyatro Ödülleri                             | Haldun Dormen                             | Alice Müzikali     | Ganadora  |
| 2019 | Yilin Biletix                                      | Best Theatre Performance                  | Alice Müzikali     | Ganadora  |
| 2020 | 18th YTÜ Stars of the Year Awards                  | Most Like Theatre Actress                 | Alice Müzikali     | Ganadora  |
| 2020 | Golden Palman Awards                               | Best Actress                              | Alice Müzikali     | Ganadora  |
| 2020 | Social Media Awards                                | Best Actress                              | Alice Müzikali     | Ganadora  |
| 2020 | Altın 61 Ödülleri                                  | Best Actress                              | Alice Müzikali     | Ganadora  |
| 2020 | Altin Kelebek Odulleri                             | Best Theatre Performance                  | Alice Müzikali     | Ganadora  |
| 2020 | Yilin Yildizlari                                   | Best Actress                              | Alice Müzikali     | Ganadora  |
| 2020 | 8th Ayaklı Newspaper Awards                        | Best Theatre Actress                      | Alice Müzikali     | Ganadora  |
| 2022 | Elle Style Awards                                  | Best Colaboration                         | Best Colaboration  | Ganadora  |
| 2022 | Yilin Mimar Sinanlari                              | Best Muzikal                              | Alice Müzikali     | Ganadora  |
| 2023 | Elle Style Awards                                  | Best Actress Style                        | Best Actress Style | Ganadora  |
| 2023 | Itü Sosyal Medya ödülleri                          | Best Actress                              | Aile               | Ganadora  |
| 2023 | Altin Pantene Kelebek                              | Best Couple                               | Aile               | Ganadora  |
| 2023 | 100. Yıl Marka Ödülleri                            | Best Serie                                | Aile               | Ganadora  |
| 2023 | Yilin Yildizlari                                   | Best Actress                              | Aile               | Ganadora  |
| 2023 | Altın 61 Ödülleri                                  | Best Actress                              | Sahmaran           | Ganadora  |
| 2024 | Yilin Yildizlari                                   | Best Actress                              | Aile               | Ganadora  |
| 2024 | 31.İTÜ EMÖS Başarı Ödülleri                        | Best Actress of the Year                  | Aile               | Ganadora  |
| 2024 | Ayaklı Gazete Ödülleri                             | Best Serie                                | Aile               | Ganadora  |
| 2024 | GSU en Odulleri                                    | Best Actress                              | Aile               | Ganadora  |
| 2024 | Kristal Geyik Odülleri                             | Best Serie Digital                        | Sahmaran           | Ganadora  |
| 2024 | GQ Global CreativityAwards                         | Creativity Star                           | Creativity Star    | Ganadora  |
| 2024 | Film-San Sinema & Dizi Odülleri                    | Best Actress                              | Thank You Next     | Ganadora  |